# 阿史那氏
阿史那氏，是古突厥氏族，突厥可汗均出身该氏族。据《周书·突厥传》记载，突厥可汗姓阿史那氏，居金山（今阿尔泰山）以冶鐵放牧為生，他们在6世纪反抗柔然，552年建國，两兄弟土门与室点密分别成为东突厥与西突厥始祖。740年后突厥汗国被回紇灭亡，药罗葛氏取代阿史那氏统治蒙古高原。
有些阿史那族人归附唐朝，唐朝有名将阿史那社爾。后归附隋唐的人，有的改姓史。唐太宗时，阿史那思摩被赐姓李，改称李思摩。西域吐火罗叶护政权和可萨汗国的可汗、叶护均出自阿史那氏，但可萨可汗没有实权，真正掌权的是汗伯克。

## 起源

### 文献
在突厥神话中，突厥人的始祖母是一头母狼，母狼十个儿子里面包括一个阿史那。《隋书》、《周书》、《酉阳杂俎》也说他们是狼种（信奉狼图腾），来自高昌北方博格达山。另一说法他们与匈奴有关。也有一說阿史那是一個叫射摩的弓箭手後人，與海神之女結婚，生阿史那部，他們世代與阿史德氏結婚。中国的研究团队認為，阿史那氏可能起源于欧亚大陆东北亚的中国东北到俄罗斯贝加尔湖区域。

### 印欧假说
有人說阿史那部先是來自乌孙境内与咸海一帶的斯基泰人（“阿史那”在塞語中可解释为“有价值”），後被鐵勒同化，他們的姓氏與烏孫有關（另一說法是265－460年是匈奴一部分，460年到高昌以北山區后，受柔然统治），但这一说法有问题，因斯基泰人本身是现代人造或考古民族与古代政治或血统民族无关，斯基泰人的研究已经和传统文献上的氏族无关了，如印欧迁徙或入侵。

## 染色体研究
根据中国复旦大学团队2023年对早期阿史那王室成员和阿史那皇后进行的首次遗传分析，发现其几乎完全是东北亚血统 (97.7%)，次要的为西欧亚血统 (2.7%)。被称为藍突厥的古突厥王室被发现与后铁器时代的通古斯人和蒙古牧民有遗传亲缘关系，同时与各种讲突厥语的群体有着异质关系，这表明突厥汗国人口的遗传异质性和起源的多样性。研究团队认为，这些发现“再次验证了突厥语言传播的文化传播模型优于人口传播模型”，并驳斥了“西欧亚起源和多重起源假设”，支持突厥人起源于东亚的说法。

## 突厥汗国阿史那氏系譜
- 伊利可汗（初代）
- 乙息記可汗（子、2代）
- 木杆可汗（乙息記次弟、3代）
- 佗钵可汗（乙息記三弟、4代）
- 沙鉢略可汗（乙息記長子、5代）
- 莫何可汗（乙息記次子、6代）
- 都藍可汗
- 達頭可汗（伊利外甥、8代）
- 始畢可汗（莫何嫡孫、9代）
- 处罗可汗（始畢次弟、10代）
- 頡利可汗（始畢三弟、11代）
- 后突厥汗国：骨咄禄可汗---默啜可汗（骨咄禄弟）---毗伽可汗（骨咄禄長子）---伊然可汗（毗伽長子）---登利可汗（毗伽次子）

## 延伸阅读
[在维基数据编辑]
 《欽定古今圖書集成·明倫彙編·氏族典·阿史那姓部》，出自陈梦雷《古今圖書集成》